# Fortezza von Rethymno
Die Fortezza von Rethymno (griechisch Φορτέτζα του Ρεθύμνου) ist eine Festungsruine innerhalb des Stadtgebiets von Rethymno an der Nordküste der griechischen Mittelmeerinsel Kreta. Sie ist eines der Wahrzeichen des Hauptortes des Regionalbezirks Rethymno. Die Bezeichnung Fortezza stammt aus der Zeit der Herrschaft der Republik Venedig über Kreta und bedeutet im Italienischen ‚Festung‘, die griechische Entsprechung für Festung ist Frourio (φρούριο) oder Kastro (κάστρο).

## Lage

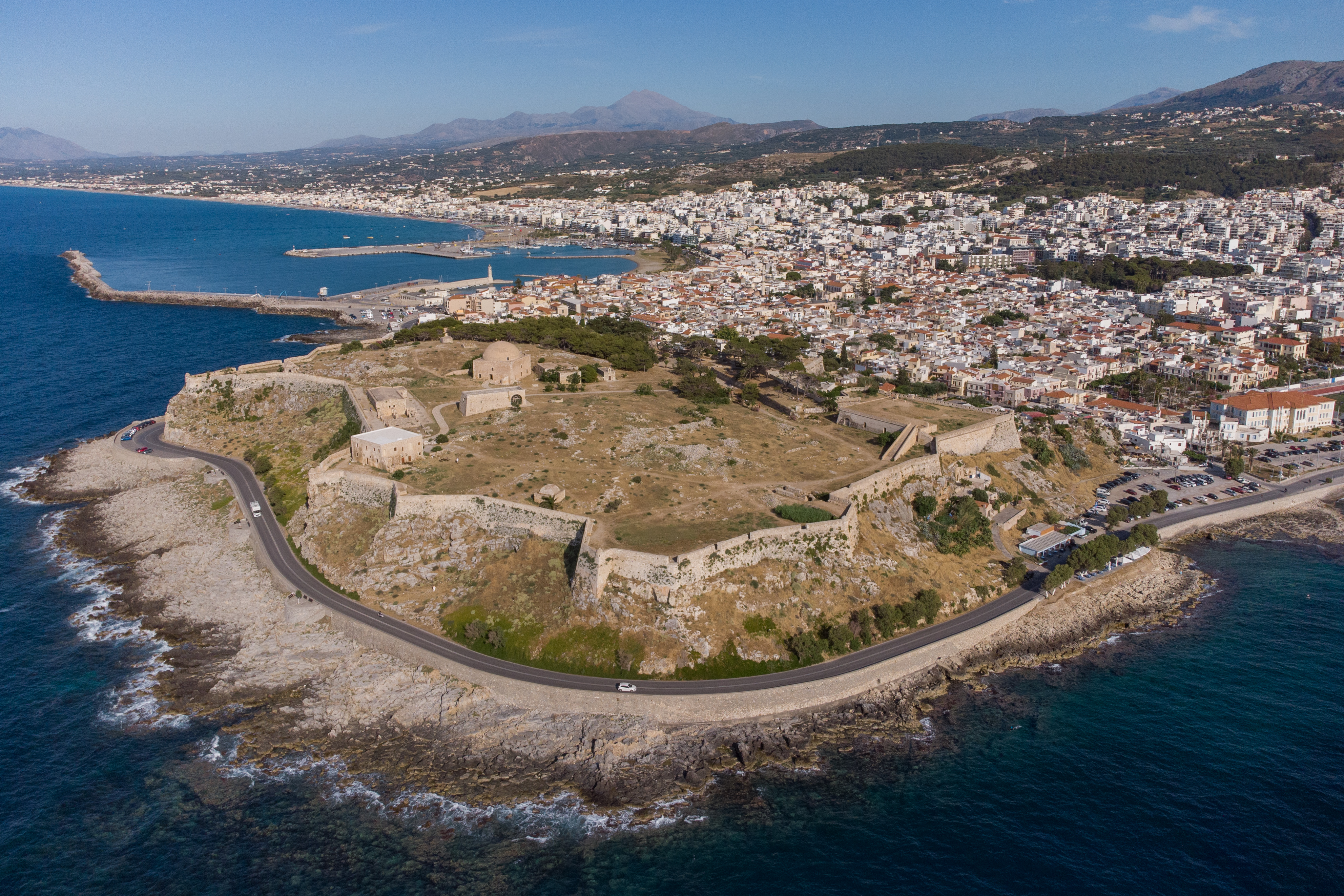
Standort der Fortezza in Rethymno

Die im 16. Jahrhundert durch die Venezianer errichtete Festungsanlage wurde auf der Anhöhe Paleokastro (Παλαιόκαστρο ‚Alte Burg‘) im Nordwesten der Altstadt von Rethymno angelegt. Sie ist an der Nordost-, Nord- und Westseite vom Meer umgeben und wurde beim Bau der Außenmauern dem felsigen Gelände angepasst. Dadurch besitzt die Fortezza nur vier Halbschutzwehre (Semibastionen) im Süden und Osten sowie drei Spitzen im Norden und Westen. Sie gilt daher als „irregulärer“ Festungsbau, im Gegensatz zu idealen, symmetrischen Grundrissen vieleckiger Festungen mit gleich langen Seiten (Kurtinen) und gleichen, vollständig ausgebildeten Schutzwehren (Bastionen).
Um die Fortezza führt heute meerseitig eine Straße. Von dieser zweigt östlich der Festungsanlage eine Zufahrt zum Festungseingang ab, der sich in der Kurtine, der Mauer zwischen zwei Bastionen, im Südosten der Fortezza neben der Bastion Agios Pavlos befindet. Vor dem Eingangsbereich steht der unter osmanischer Herrschaft zu Verteidigungszwecken des Festungseingangs errichtete fünfeckige Bau des ehemaligen, bis in die 1960er Jahre als solches genutzten Gefängnisses, in dem seit 1991 das Archäologische Museum der Stadt Rethymno untergebracht ist. Das Museum zeigt vor allem Funde aus der Region Rethymno vom Neolithikum bis zur klassischen Zeit. Mit Ausnahme des Eingangsbereichs der Fortezza reicht die Stadtbebauung nur im Südwesten unmittelbar an die Festungsmauern heran. Die anderen Seiten der Außenmauer sind unbebaut. Die beiden ehemaligen Hilfstore der Festung im Norden und Westen sind derzeit von außen nicht zugänglich.

## Beschreibung

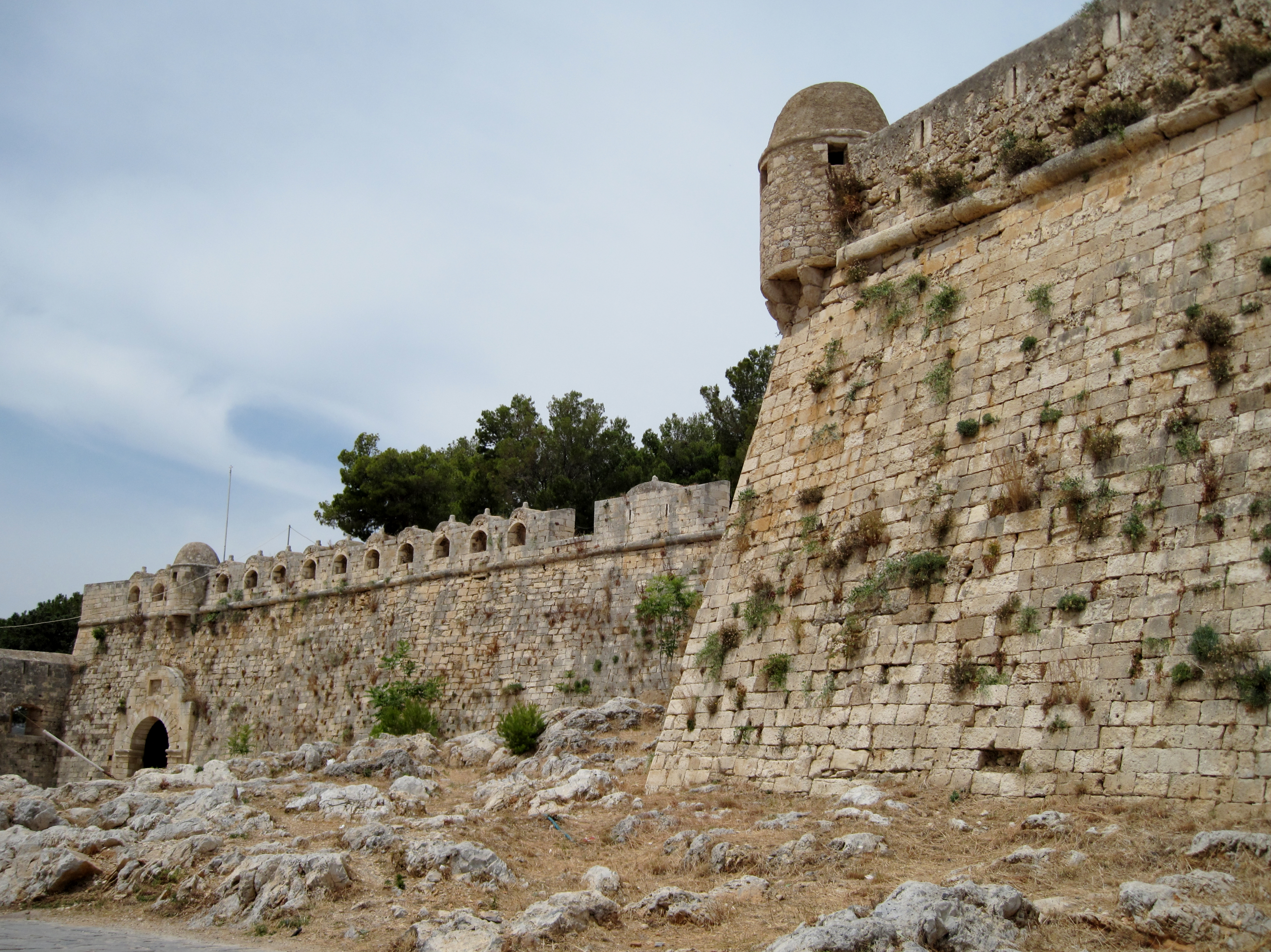
Östliche Mauer mit Haupttor der Festung

Die Fortezza von Rethymno ist ein unregelmäßiges Bauwerk, dessen Länge in Ost-West-Richtung etwa 340 Meter und dessen Breite in Nord-Süd-Richtung etwa 230 Meter umfasst. Die Gesamtlänge der vollständig erhaltenen Umfassungsmauer beträgt 1307 Meter. Sie enthält drei Tore als Zugang zum Festungsinneren, das Haupttor an der südlichen Ostseite sowie zwei Hilftore im Westen und im Norden. Die beiden Hilftore sind heute verschlossen. In den Innenbereich gelangt man nur durch den 3,8 Meter breiten und 26,8 Meter langen Bogengang des Haupttores, den man auch als Poterne bezeichnet. An ihrer breitesten Stelle ist die Außenmauer 1,74 Meter dick. Die außen aus quadratischen Kalksteinen und innen aus einfachem Mauerwerk bestehende Festungsmauer stützt Erdaufschüttungen und besteht in der Höhe aus der Escarpe (Mauerfuß oder Böschung), einer aufgesetzten Steinreihe mit rundem Abschluss nach außen (nur im Süden und Osten) und der Brustwehr mit Kanonenöffnungen und Schießscharten.

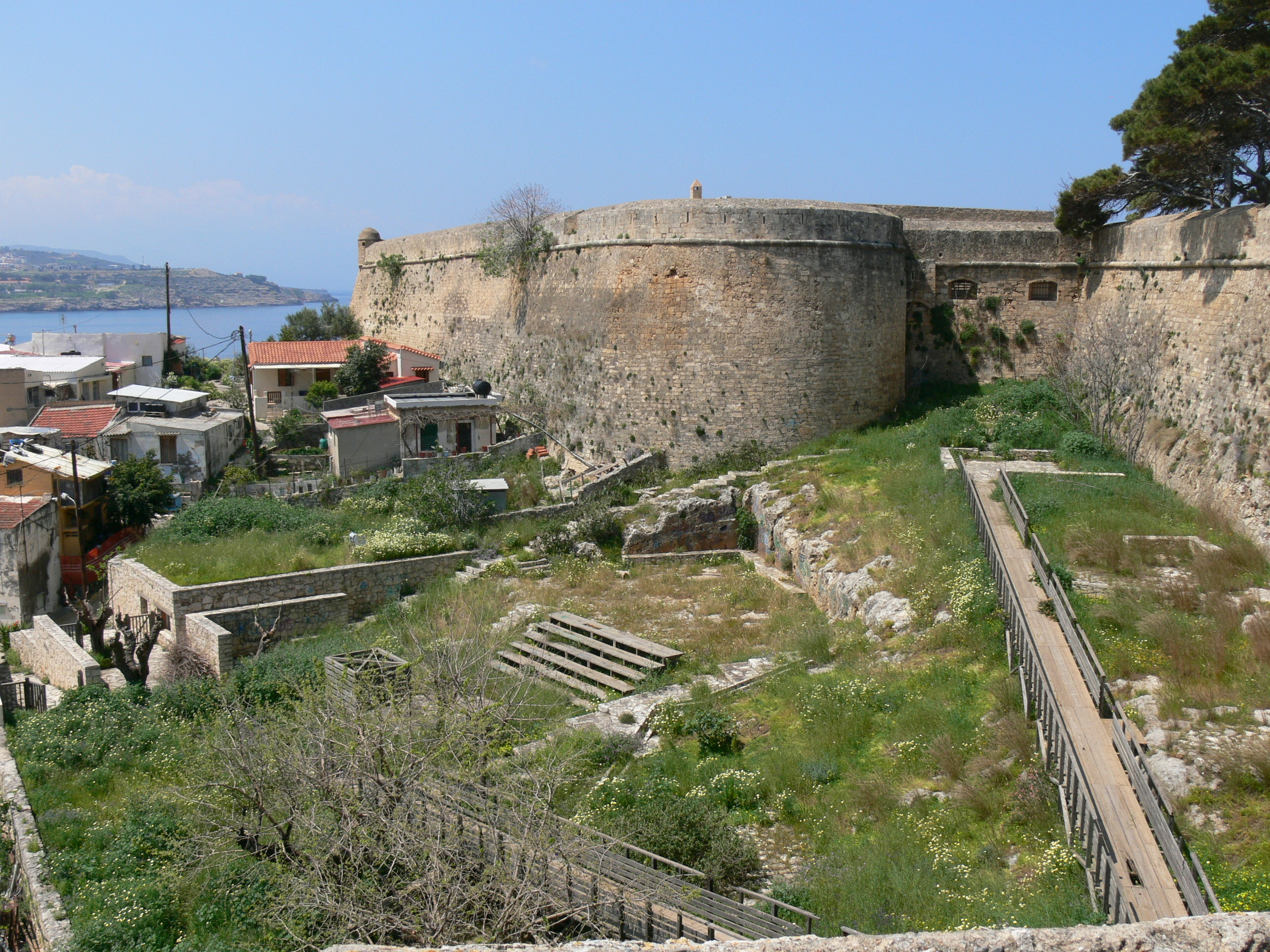
Bastion Agios Loukas (Südwestseite)

Entlang der umlaufenden Brustwehr gibt es auf der gesamten Festungsmauer zehn runde Wachtürme. Der einzige rechteckige befindet sich auf der Bastion Agios Ilias im Süden. Die Wachtürme dienten patrouillierenden Soldaten als Unterstand. Sie besitzen Schießscharten und kleine gemauerte Kuppeldächer. Die unvollständig ausgeführten Bastionen der Festung tragen alle Bezeichnungen für Heilige. Die südwestliche Bastion trägt den Namen Agios Loukas (Άγιος Λουκάς) und besitzt ebenso wie die sich östlich anschließende Bastion Agios Ilias (Άγιος Ηλίας) nur an der östlichen Seite einen ausgeformten runden Abschluss. Umgekehrt haben die südöstliche Bastion Agios Pavlos (Άγιος Παύλος, ehemals Santa Maria) und die östliche Bastion Agios Nikolaos (Άγιος Νικόλαος, ehemals San Salvatore) diese runde bauliche Ausprägung nur an der entgegengesetzten Seite, jeweils im Südwesten und Süden. Die Festungsspitzen im Norden tragen von West nach Ost die Namen Agio Pnevma (Άγιο Πνεύμα), Agia Ioustini (Αγία Ιουστίνη) und Agios Sozon (Άγιος Σώζον).

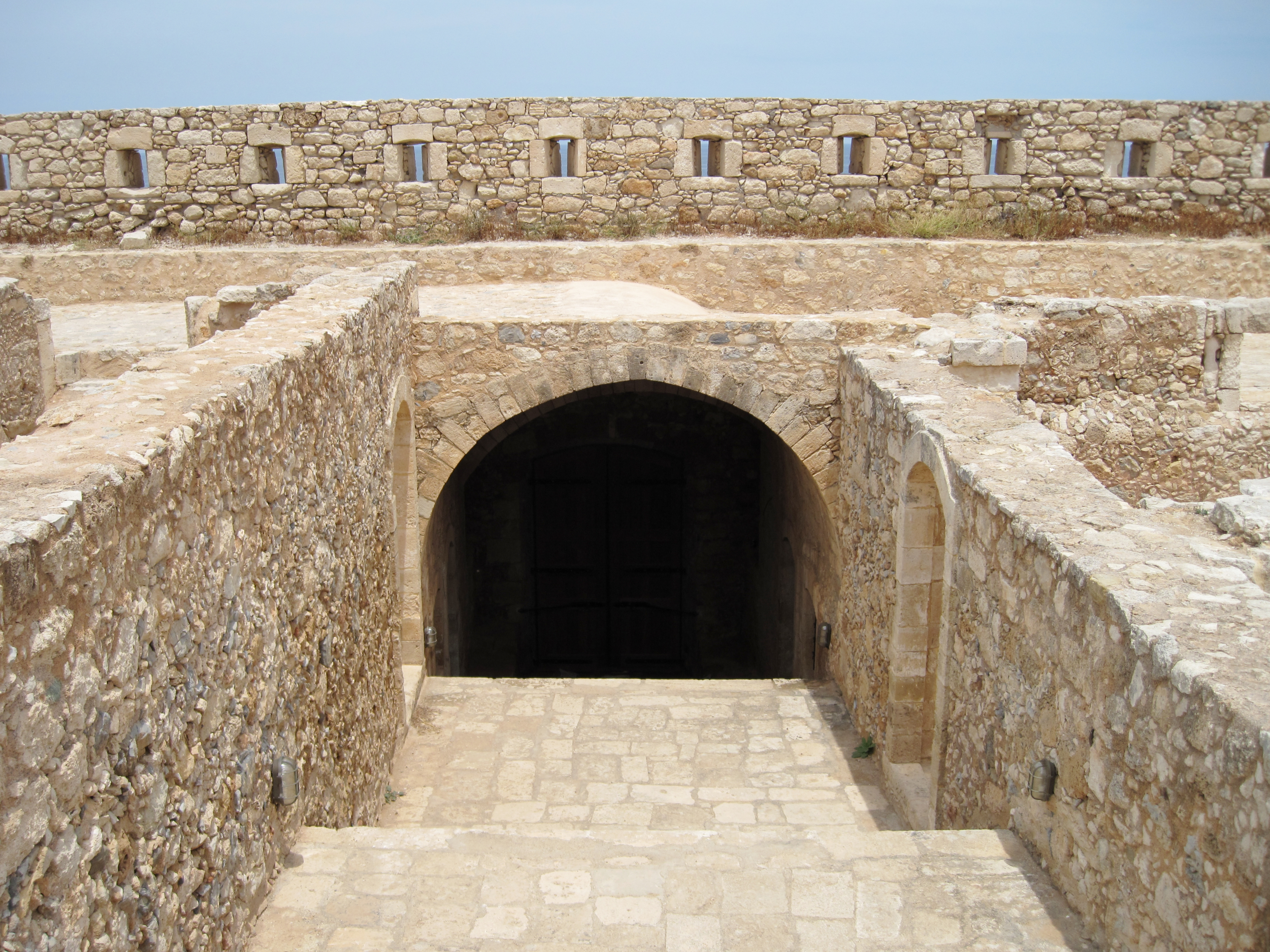
Zugang vom nördlichen Hilfstor

Die Festungszugänge sind sehr unterschiedlich ausgebaut und erhalten. Durch das östliche Haupttor gelangt man zunächst in einen Bogengang, der im Inneren auf der Nordseite zwei gewölbte Öffnungen besitzt, die zu drei Räumen mit gewölbten Decken innerhalb der Erdaufschüttung des Festungswalls führen. Von dort besteht ein Zugang zu drei der Wachtürme der Festungsmauer. Zum geschlossenen westlichen Hilfstor zwischen der Bastion Agios Loukas und der Spitze Agios Pnevma führen von außen Treppenstufen von der aus Chania kommenden Hauptstraße hinauf. Hinter dem gewölbten Türsturz der Pforte liegen zwei parallel zueinander angeordnete rechteckige Räume, denen heute das Dach fehlt und die miteinander durch ein Tor verbunden waren. Nördlich davon sind zur Verteidigung des Tores zwei rechteckige Kanonenscharten mit gewölbtem Dach in die Festungsmauer eingelassen. Das ebenfalls geschlossene nördliche Hilfstor zwischen den Spitzen Agia Ioustini und Agios Sozon befindet sich neben den ehemaligen Lagerräumen der Fortezza. Zu ihm führte ein Pfad vom Strand herauf. Hinter dem gewölbten Türsturz des Tores steigt eine breite Treppe zur Festungsebene empor.

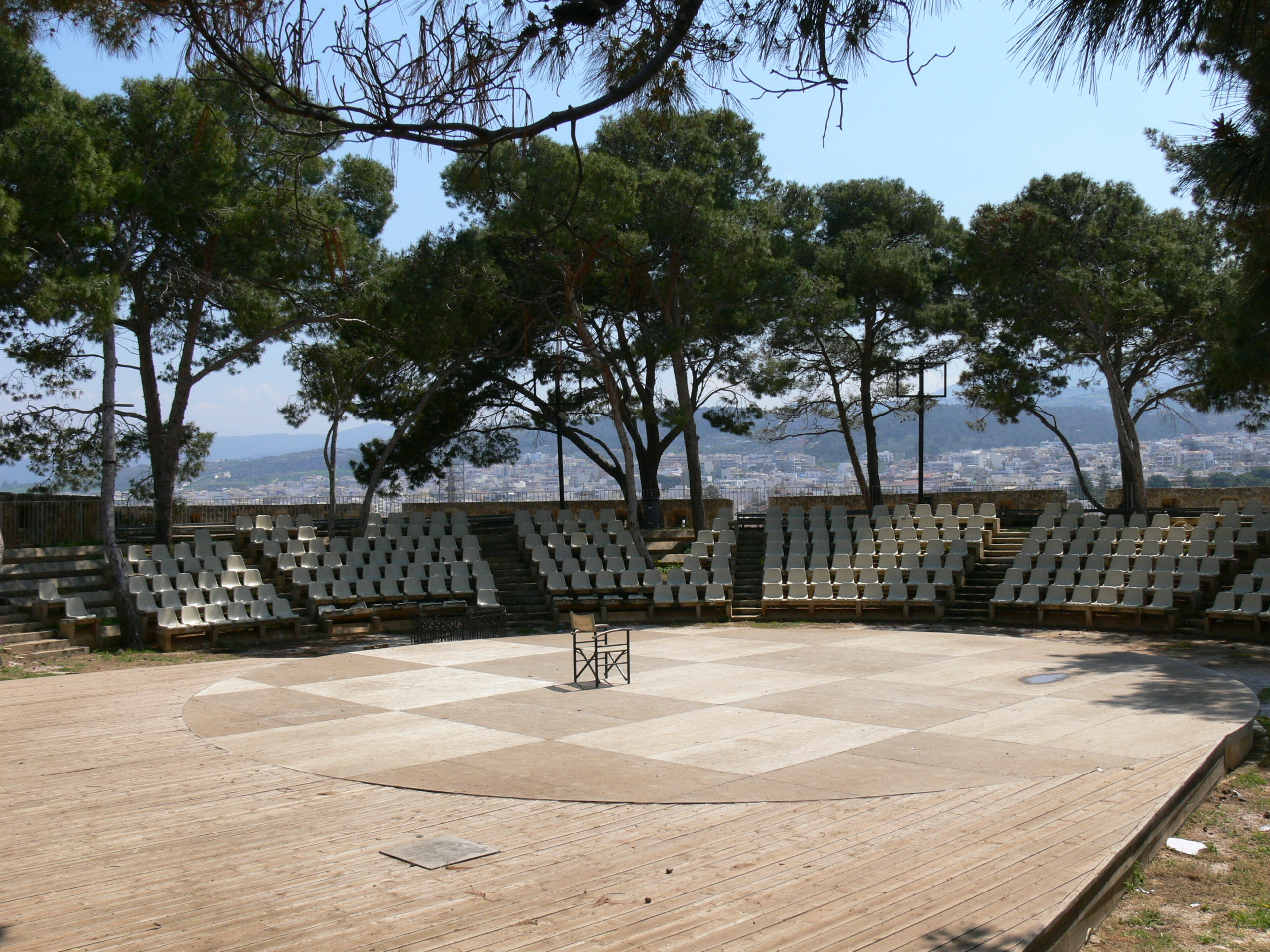
Theater auf der Bastion Agios Ilias

Neben der äußeren Umfassungsmauer der Fortezza stehen nur noch wenige Gebäude der ursprünglichen Bebauung innerhalb der Festungsanlage. Unmittelbar hinter dem Bogengang des Haupttores befindet sich nördlich des Aufwegs das Gebäude der ehemaligen Waffen- und Munitionskammer mit vier gerundeten Öffnungen im Erdgeschoss. Das aus dem Jahr 1581 stammende zweigeschossige Haus, das zur Lagerung von Kanonen und anderen Waffen diente, beherbergt heute Ausstellungsräume. Gegenüber führt eine Holztreppe auf die Kurtine zwischen den Bastionen Agios Pavlos und Agios Ilias. An der Ostseite von Agios Ilias sind unterirdische Zisternen angelegt, die auch vor feindlichen Untergrabungen schützen sollten. Auf der Bastion befindet sich das neuzeitliche halbrunde Freilufttheater Erofili (Ερωφίλη), benannt nach einer Tragödie von Georgios Chortatzis, in dem seit 1986 jährlich das sommerliche Renaissancefestival stattfindet.

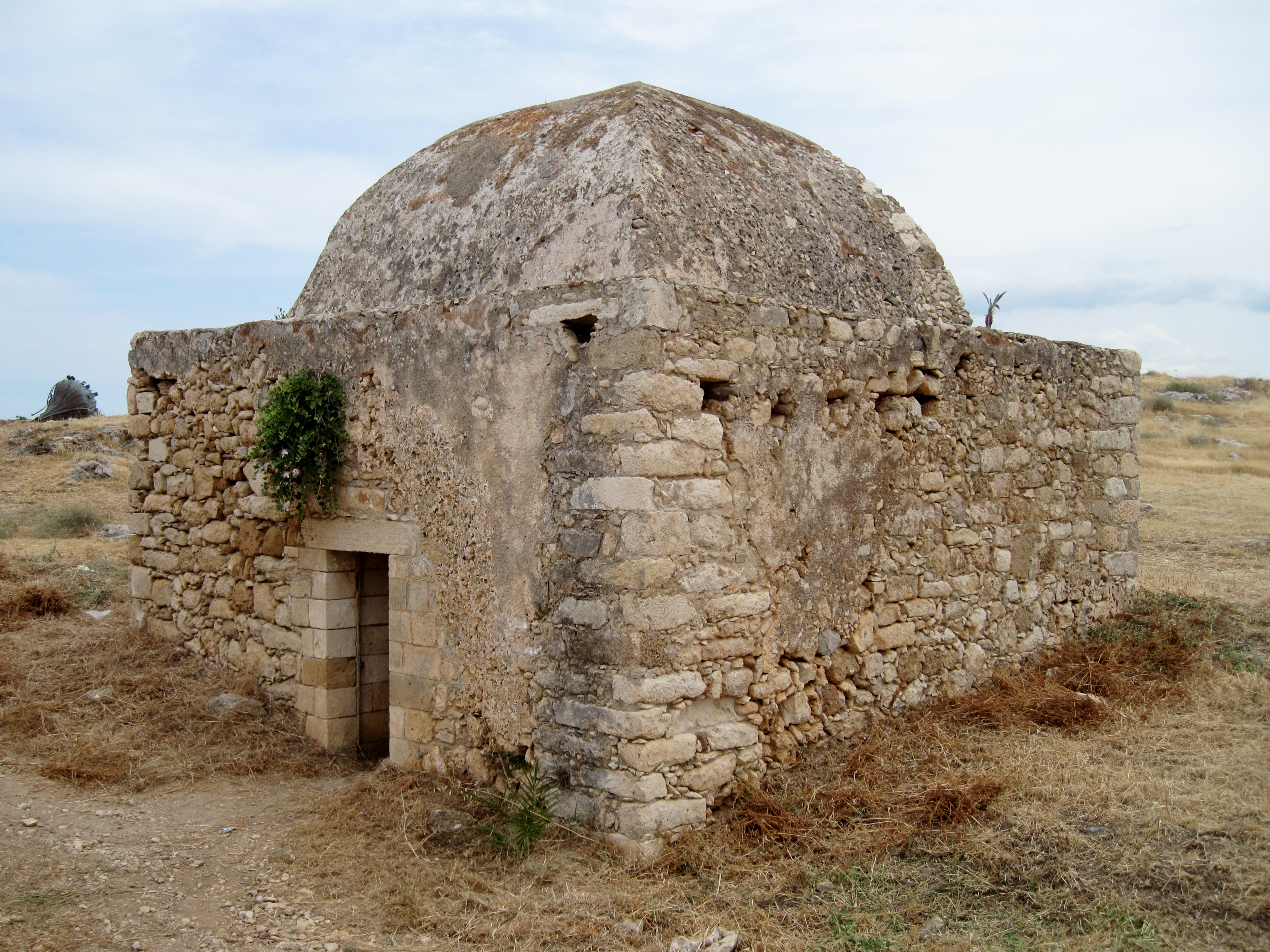
Nordwestliche Munitionskammer

Auf der Bastion Agios Loukas im Südwesten wurde ein L-förmiges Bauwerk errichtet, das als Ergänzungsschutzwehr oder Vorbastion bezeichnet wird. Es besteht aus zwei länglichen Gebäuden, die Erdaufschüttungen zusammenhalten und über denen auf einer Plattform Kanonen zur Gewährleistung der Verteidigung von den gegenüberliegenden Hügeln aufgestellt waren. Zur Plattform führt aus Richtung westlichem Hilfstor im Nordwesten eine Rampe hinauf. Zwischen den Spitzen Agio Pnevma und Agia Ioustini im Nordwesten der Fortezza steht eine der beiden erhaltenen von ehemals drei Munitionskammern. Die zweite befindet sich vor der nordöstlichen Spitze Agios Sozon. Beide gehören zu den kleineren Bauwerken der Festung. Ein größeres, zweigeschossiges ist das „Haus der Ratsherren“, das die Spitze Agia Ioustini dominiert. Zu venezianischer Zeit war es eines der beiden Verwaltungsgebäude der Stadt. Bis 1999 restauriert ist es Besuchern jedoch nicht zugänglich, hier sind Werkstätten der 28. Aufsichtsbehörde für byzantinische Archäologie untergebracht. Neben dem Gebäude liegen einige verrostete Kanonenrohre.

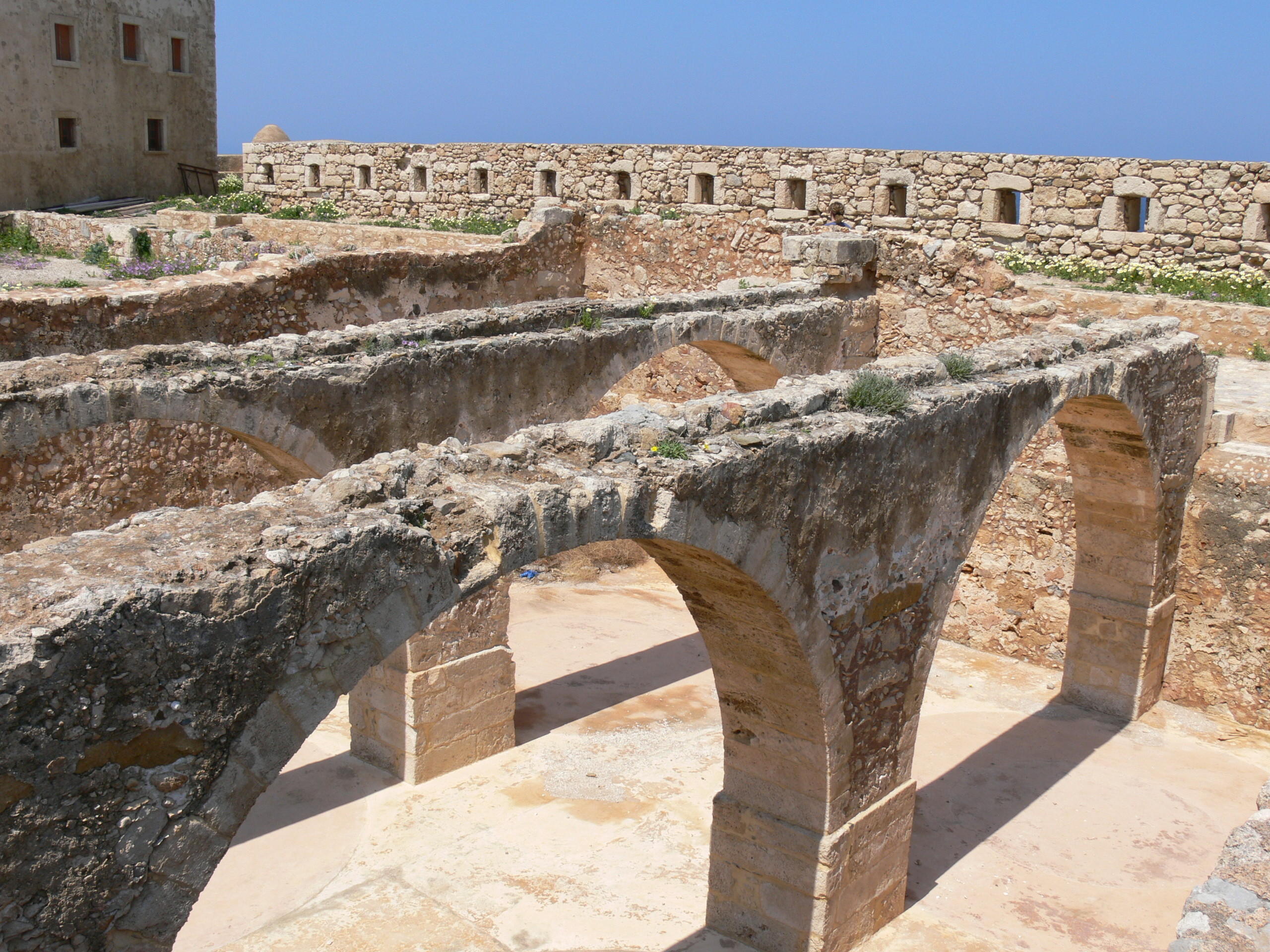
Ehemalige Lagerräume

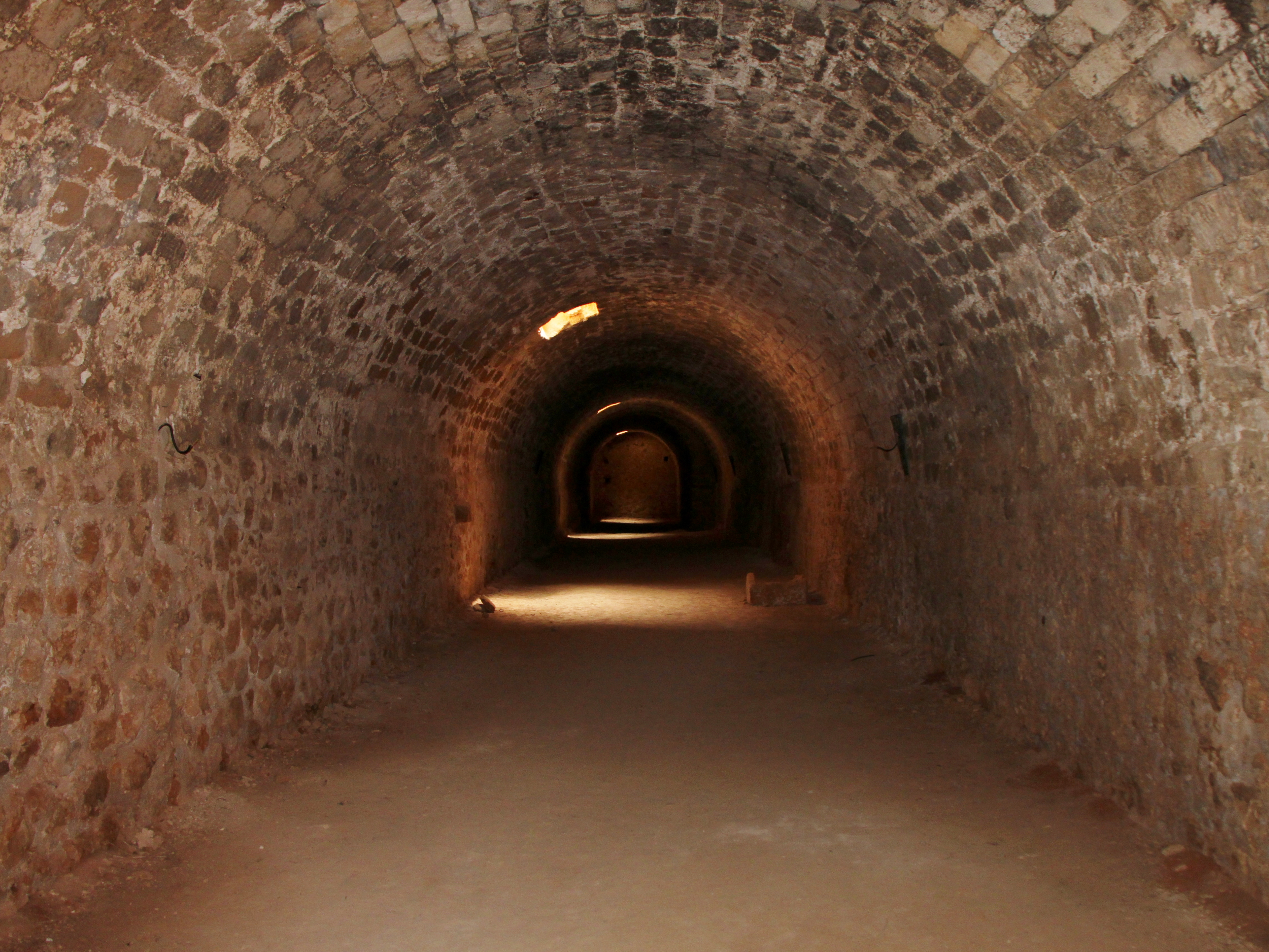
Kasematte der Festung

An den Treppenaufgang des nördlichen Hilfstores schließen sich längs der Festungsmauer beidseitig die ehemaligen Kasematten und Hauptlagerräume der Fortezza an, die durch Tore von der Treppe her zugänglich waren. Den Lagerräumen fehlen heute bis auf den östlichen Teil die Dächer. Sie wurden durch quadratische Säulen und Rundbögen gestützt. Im noch überdachte Bereich im Osten wurde ein Ausstellungsraum eingerichtet. Etwa 15 Meter südlich des Aufgangs vom nördlichen Hilfstor ist ein Teil des zwischen 1575 und 1582 erbauten Wohnhauses des Rektors (italienisch Rettore), des venezianischen Statthalters, erhalten. Es handelt sich vermutlich um den Gebäudeteil des integrierten Gefängnisses am zentralen Platz der Festungsanlage. Die Restaurierung dieses Bauwerks wurde im Jahr 2000 abgeschlossen.
Ebenfalls am zentralen Platz der Fortezza befindet sich die das Gesamtbild der Festung prägende Sultan-Ibrahim-Moschee. Sie entstand nach der osmanischen Eroberung von Rethymno 1646 an der Stelle, an der sich zuvor die venezianische Bischofskirche San Nicolo befand. Südlich angrenzend an das islamische Gotteshaus ist noch ein Gebäude erhalten, das vermutlich der katholische Bischofssitz war. Die Moschee ist nach dem damaligen Herrscher des Osmanischen Reiches Sultan İbrahim benannt, der von 1640 bis 1648 regierte. Der Kuppelbau wurde Anfang des 21. Jahrhunderts renoviert. Vom Minarett der Moschee an deren Westseite steht lediglich noch die Basis. Die innen vom Verputz befreite Kuppel gewährt eine gute Ansicht der steinernen Kuppelkonstruktion. Einziges verbliebenes Schmuckelement im Inneren der Moschee ist ein in die Wand eingelassenes Miḥrāb, eine islamische Gebetsnische, mit dem eingelassenen Spruch كلّما دخل عليها زكريا المحراب kullamā daḫala ʿalaihā Zakariyā ʾl-miḥrāba („Sooft Zacharias (nun) zu ihr in den Tempel kam“; Übersetzung nach Rudolf Paret), einem Teil des Verses 37 aus der 3. Sure des Koran.
Die zwei griechisch-orthodoxen Gotteshäuser auf dem Festungsgelände sind jüngeren Baudatums als die venezianische Festungsanlage und die osmanischen Ergänzungsbauten. Beide wurden Ende des 19. Jahrhunderts errichtet, sowohl die Kapelle Agia Ekaterini (Αγία Αικατερίνη) unmittelbar südlich des ehemaligen Bischofssitzes, die der Heiligen Katharina von Alexandrien geweiht ist, als auch die Kirche Agios Theodoros Trichinas (Άγιος Θεόδωρος Τριχινάς) an der Ostseite der Fortezza, benannt nach dem Heiligen Theodor von Konstantinopel, der Ende des vierten oder Anfang des fünften Jahrhunderts als Eremit gelebt haben soll und dessen Beiname Trichinas auf das Tragen eines härenen (haarigen) Hemdes verweist. Die letztgenannte Kirche entstand in der Zeit des russischen Mandats über Rethymno 1898 bis 1905 nach dem Türkisch-Griechischen Krieg um Kreta und wurde am 21. März 1899 ihrer Bestimmung übergeben wurde. Die Benennung nach dem Heiligen Theodor geht auf den Stifter der Kirche, den damaligen russischen Befehlshaber von Rethymno Theodor de Chiostak, zurück. Nördlich der Kirche schließen sich die Ruinen privater Wohnhäuser und das seiner früheren Funktion nach unbekannte „Zwillingsgebäude“ vor der Bastion Agios Nikolaos an. Es wird vermutet, dass das Gebäude als Lagerhaus oder Werkstatt genutzt wurde.

Gebäude innerhalb der Fortezza
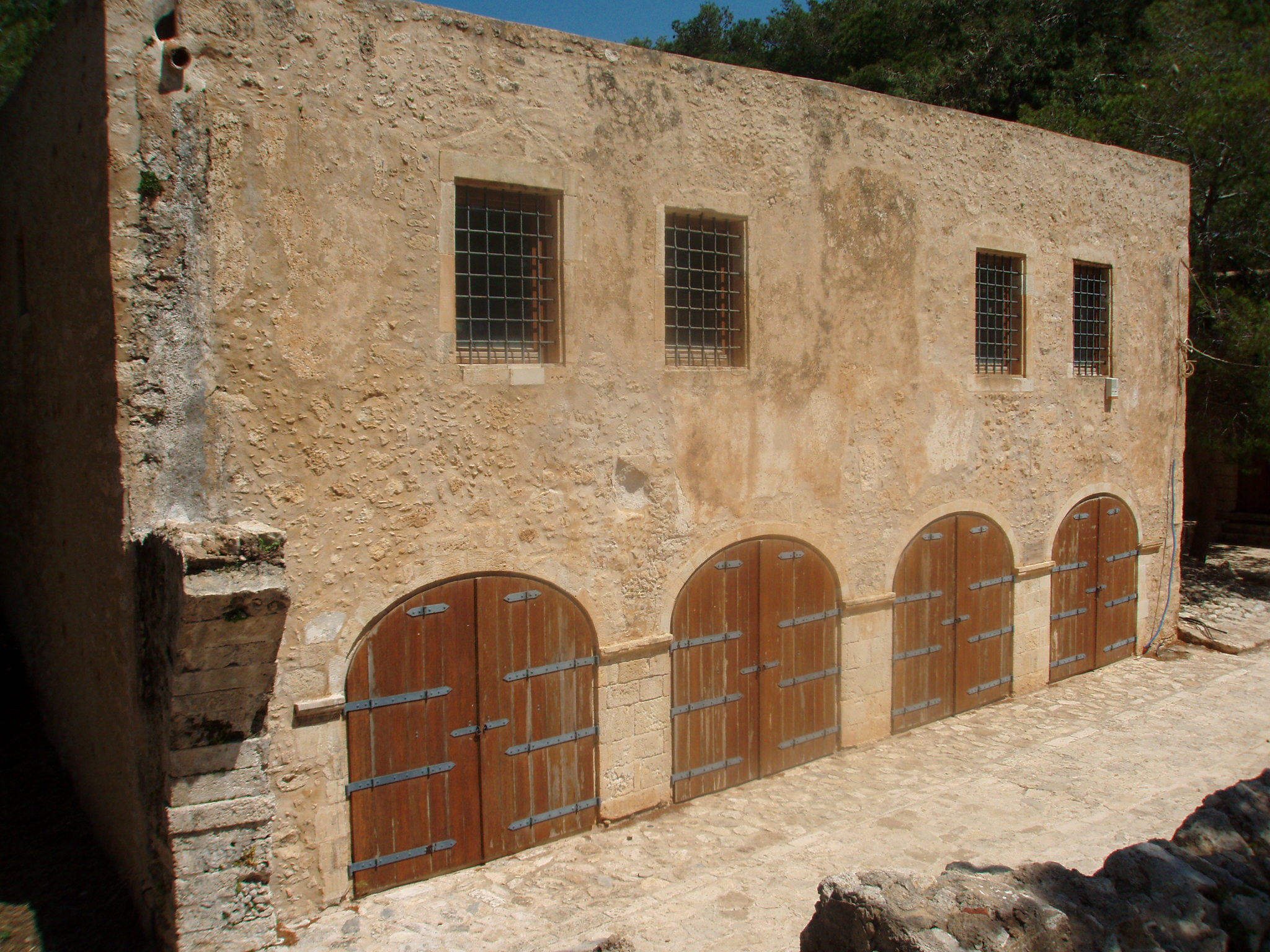
Waffenkammer am Haupteingang
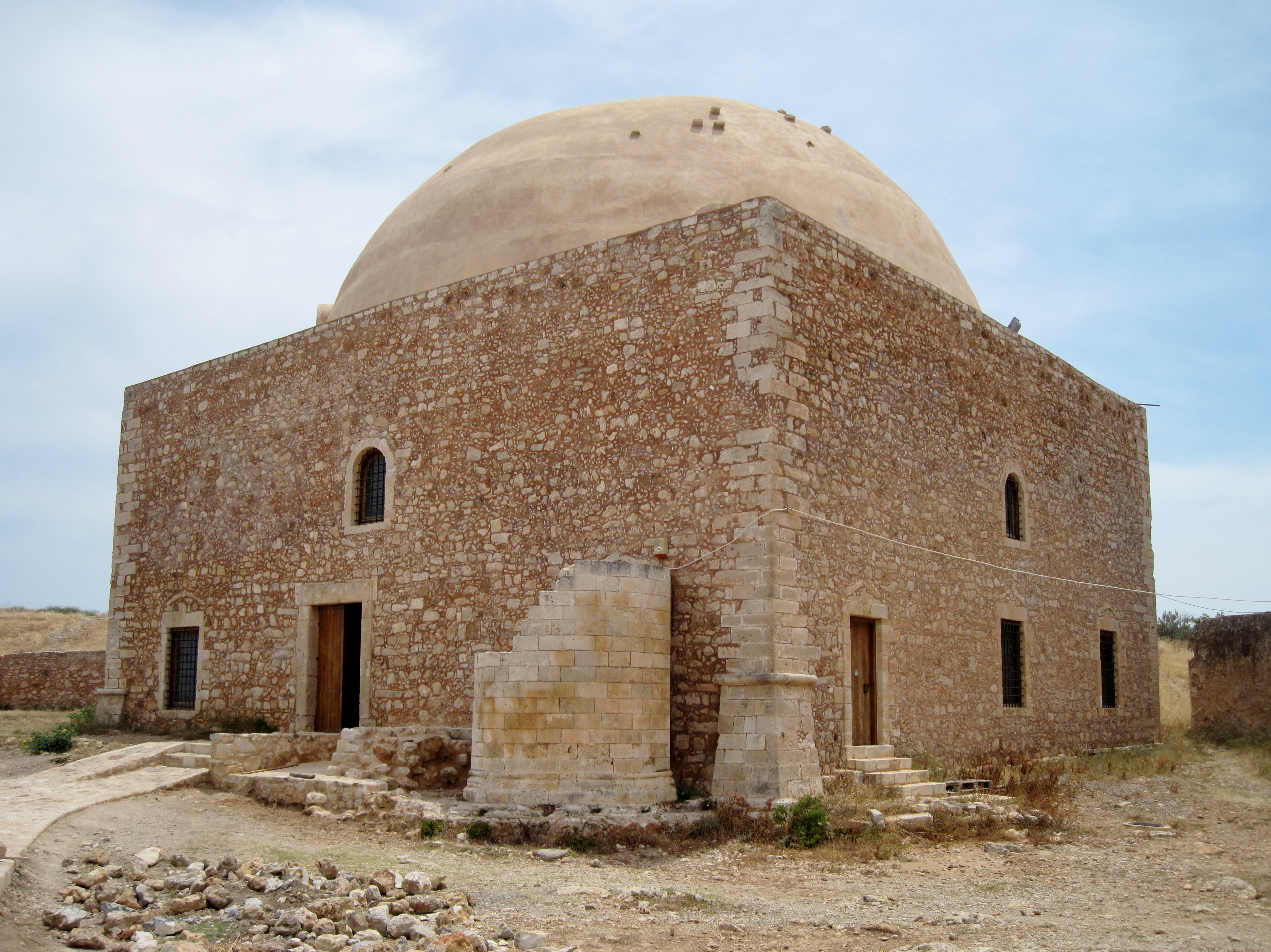
Sultan-Ibrahim-Moschee im Zentrum der Festung
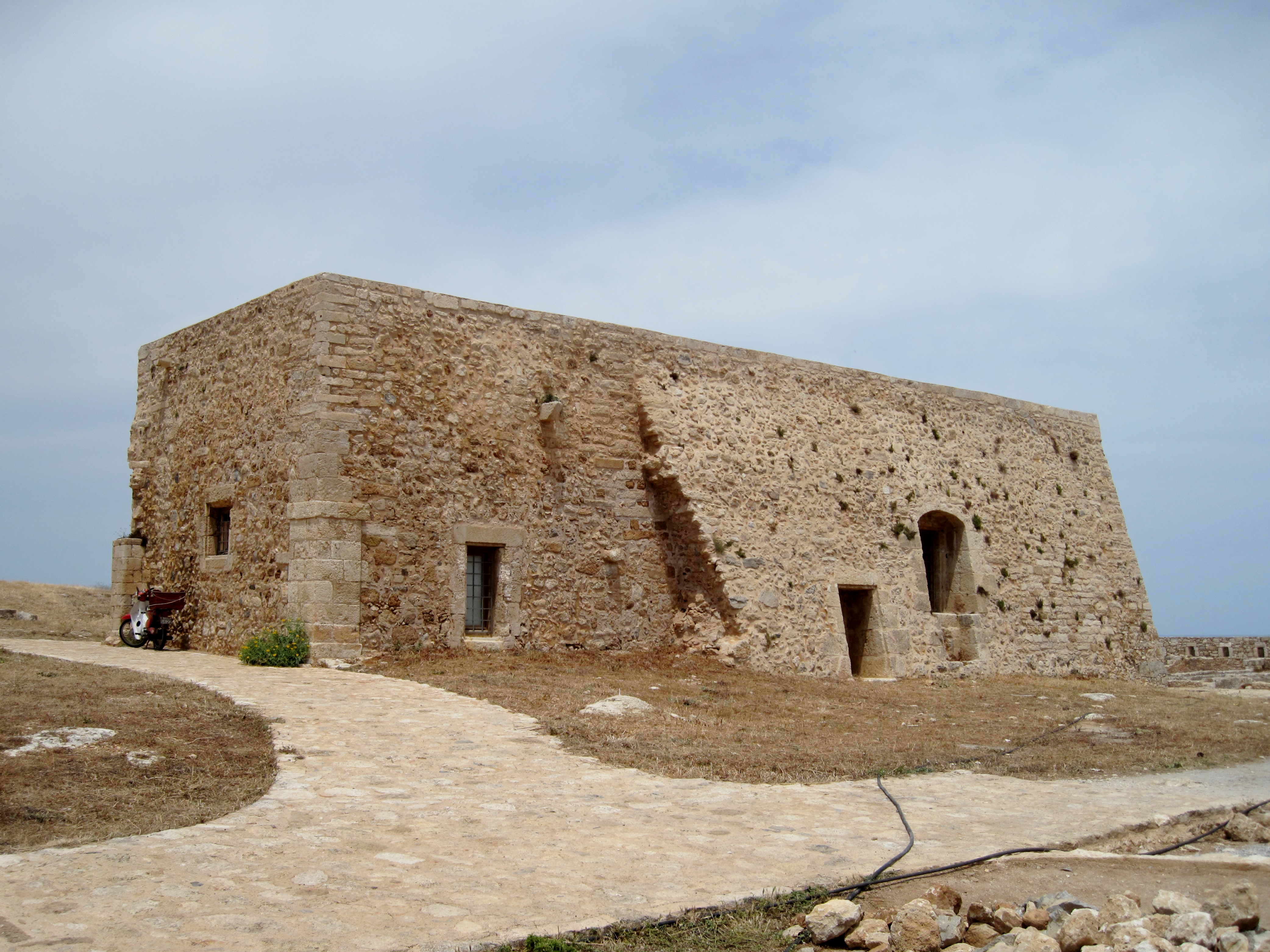
Wohnhaus des Rektors neben der Moschee
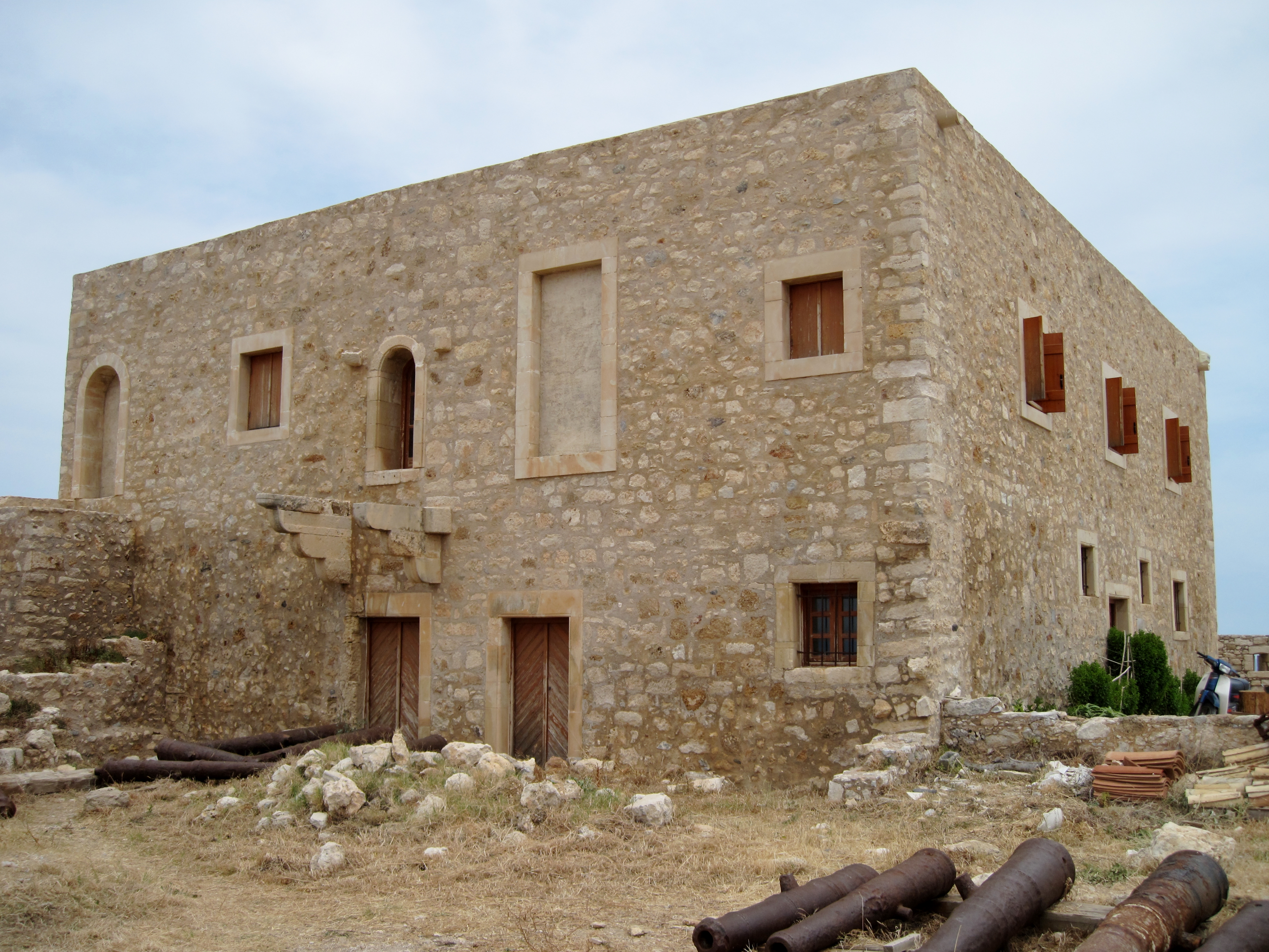
Haus der Ratsherren an der Spitze Agia Ioustini

## Geschichte
Der Name des Hügels Paleokastro in der Bedeutung ‚Alte Burg‘ oder ‚Alte Festung‘, auf dem die Fortezza errichtet wurde, weist auf eine Befestigung im Altertum hin, die sich an dieser Stelle befand. Die Venezianer sollen beim Bau ihrer Festung Reste antiker Gebäude und Konstruktionen abgerissen oder durch Erdaufschüttungen überdeckt haben. Dies wird durch einen Bericht des Mediziners und Botanikers Onorio Belli gestützt, der im Jahr 1586 über Säulen und Reste eines alten Tempels im Inneren der Fortezza schrieb. Innerhalb und außerhalb der Festung in den Fels geschlagene Zeichen weisen auf die ehemalige Existenz eines Heiligtums auf dem Paleokastro, bei dem es sich wahrscheinlich um den von dem römischen Sophisten Claudius Aelianus im 3. Jahrhundert erwähnten Tempel der Rokkaia Artemis (Diana von Rhoccaea) handelt. Man nimmt an, dass er Teil der Akropolis der antiken Stadt Rhithymna (Ῥίθυμνα) war.
In der venezianischen Zeit ab 1204 beziehungsweise 1210 bestand zunächst eine Befestigung östlich des alten Hafens von Rethymno, das Castrum Rethemi oder Castel Vecchio. Nach der Plünderung der Vororte durch die Korsaren in osmanischen Diensten Khair ad-Din Barbarossa 1538 und Turgut Reis 1540 entschloss man sich, Rethymno mittels einer Stadtmauer zu befestigen. Die Planungen des Veroneser Architekten Michele Sanmicheli von 1537/38 wurden ab 1540 entsprechend umgesetzt. Im Jahr nach der Fertigstellung der Stadtmauer 1570 wurde Rethymno am 7. Juli 1571 bei einem Überfall des Korsaren Uludsch Ali Pascha in Brand gesetzt und die Stadtmauer sowie das Castel Vecchio niedergerissen. Dies nahm man zum Anlass, den Bau einer Festung auf dem Paleokastro zu beschließen, in deren Inneren die Häuser der Stadt errichtet werden sollten. Die Grundsteinlegung der Fortezza erfolgte 1573 unter dem Rektor Alvise Lando.

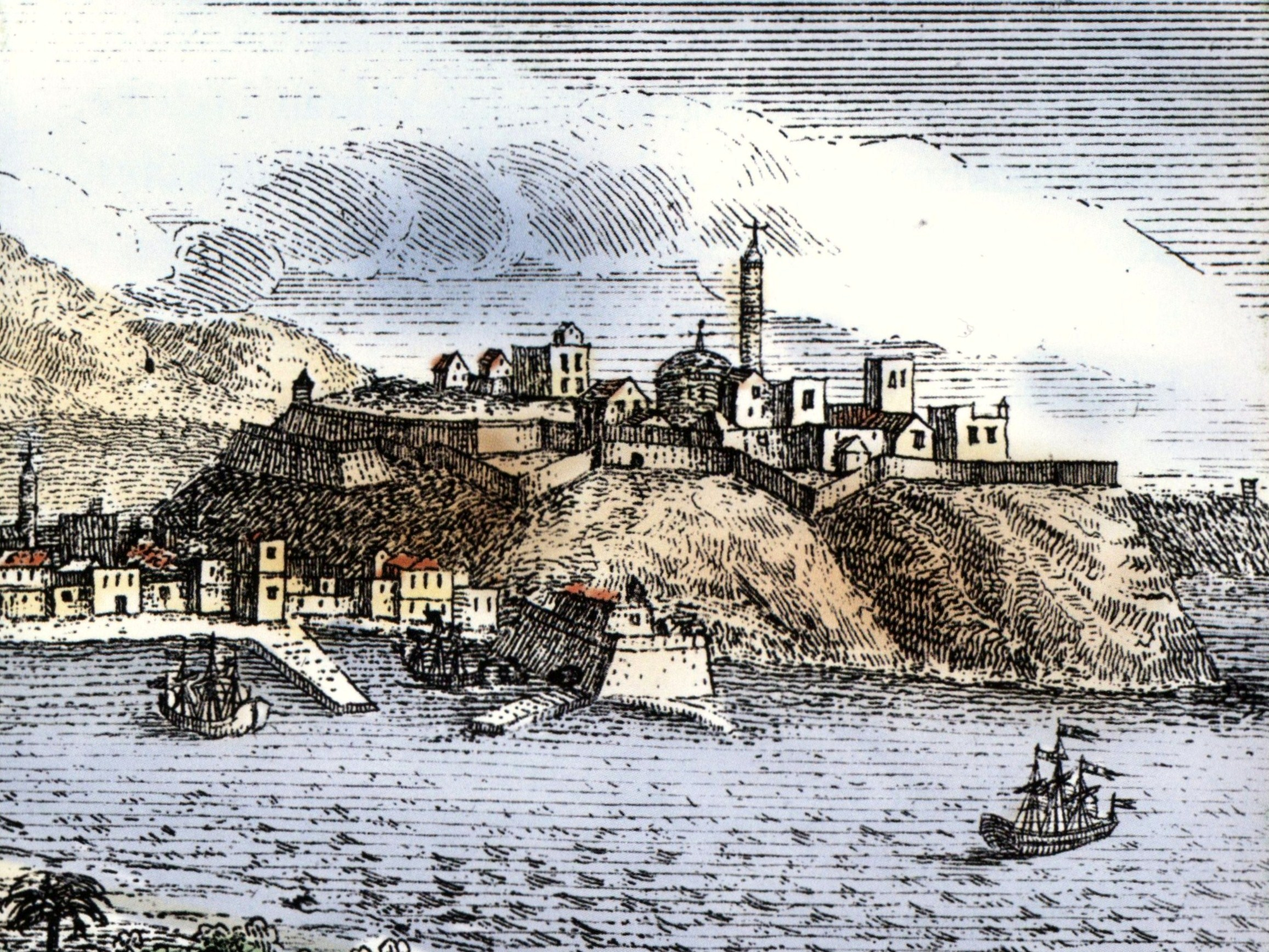
Zeichnung der Fortezza im Jahr 1700

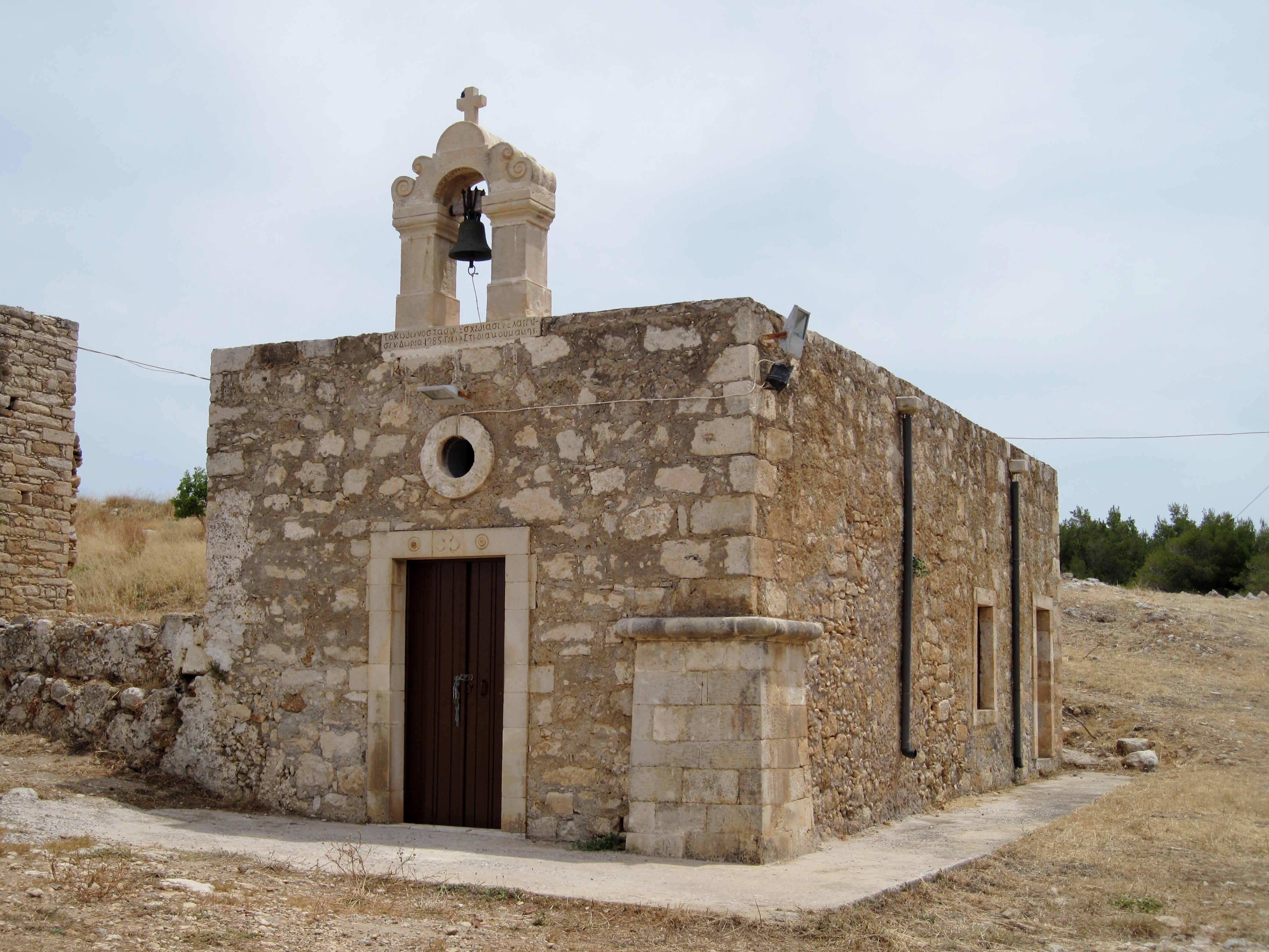
Kapelle Agia Ekaterini (19. Jahrhundert)

Geplant wurde die Festungsanlage der Fortezza durch den Architekten Sforza Pallavicini. Im Jahr 1578 waren die Bauarbeiten an der Außenmauer unter Leitung des Ingenieurs Gian Paolo Ferrari beendet. Bis dahin hatten jedoch die Bürger von Rethymno ihre Häuser nach dem Brand von 1571 wieder aufgebaut, wobei als Baumaterial auch Steine der zerstörten Stadtmauer verwendet wurden. Weiterhin stellte man fest, dass die Fläche innerhalb der Fortezza zu klein war, um dort sämtlichen Bürgern Platz für ihre Häuser zu bieten. Deshalb sah man im Folgenden vor, die Festungsanlage lediglich als Zufluchtsort für die Bevölkerung sowie als Sitz der venezianischen Verwaltung, des lateinischen Bischofs und der Armeeverwaltung zu verwenden.
Bis 1580, in der Amtszeit des Rektors Bernardo Pollani, waren die Wohnung des Armeekommandanten Manoli Mormori, von 1576 bis 1582 Kommandant der Stadt, 54 Soldatenunterkünfte und 3 Zisternen fertiggestellt sowie der Grundstein des Palazzo Publico, dem Amtssitz des Rektors, westlich des zentralen Platzes gelegt. Die Einweihung des bis 1582 auf einer Fläche von 33,06 × 22,62 Meter errichteten Palazzo Publico erfolgte 1583 durch den in diesem Jahr neu eingesetzten Rektor Anzolo Barocci. Doch erst unter seinem Nachfolger Benetto Bembo, der von 1585 bis 1588 diese Funktion bekleidete, wurden 1587 die Kanonenscharten vervollständigt und die Arbeiten an den Brustwehren weitergeführt. Auch die Erdarbeiten waren noch nicht abgeschlossen. Weiterhin errichtete man Lagerhäuser, zwei weitere Zisternen, ein Munitions- und ein Waffenlager. In den Zeiten der Rektoren Nicolo di Priuli (1588 bis 1591) und Luca Falier (1591 bis 1593) wurden die meisten Arbeiten an der Fortezza abgeschlossen.
Nachdem am 17. August 1645 Chania (Canea) als eine der ersten Städte Kretas durch das Osmanische Reich unter der Herrschaft Sultan İbrahims erobert wurde, standen die Osmanen ein Jahr später, am 29. September 1646, vor Rethymno (Retimo). Die schlecht befestigte Stadt wurde durch die Truppen ihres Oberbefehlshabers Hussein Pascha (türkisch Hüseyin Paşa, auch die vorangestellten Beinamen Gazi oder Deli tragend) nach 14 Tagen im Oktober 1646 eingenommen. Bei den Kämpfen fielen auf venezianischer Seite General Cornaro und der Provveditore Molino. Nach der Belagerung der Fortezza, in die sich die Bevölkerung der Stadt zurückgezogen hatte, und der Sprengung und Erstürmung des großen Turmes an der Meerseite der Festung am 13. November 1646 ergaben sich die Verteidiger am darauf folgenden Tag. Die Venezianer konnten günstige Kapitulationsbedingungen aushandeln und erhielten freien Abzug nach Iraklio (Candia).
In osmanischer Zeit wurde an den Befestigungsanlagen der Fortezza kaum etwas verändert. Einzig zum Schutz des Haupttores im Osten errichtete man vor diesem die fünfeckige „kleine“ Festung, den Bau, in dem sich heute das Archäologische Museum von Rethymno befindet. Im Innenraum der Fortezza wurde die katholische Bischofskirche San Nicolo durch die Sultan-Ibrahim-Moschee ersetzt und eine Anzahl weiterer Häuser gebaut. Später, nach der Abwanderung der Osmanen, zogen die ärmeren Schichten der Stadt in die verlassenen Häuser in der Festung.
Während der deutschen Besatzungszeit (1941–1945) diente die Festung dem deutschen Heer als Stützpunkt und einige Gebäude wurden in Kasernen und Gefängnisse umgebaut.
Die bis dahin innerhalb der Festungsmauern wohnenden Menschen wurden in neue Häuser außerhalb der Stadt umgesiedelt. Die Ende des 19. Jahrhunderts errichteten zwei kleinen Kirchenbauten in der Festung, Agia Ekaterini und Agios Theodoros Trichinas, blieben erhalten, das Minarett der Moschee hingegen riss man nach der Unabhängigkeit vom Osmanischen Reich ab. Einziger Neubau in der Fortezza ist das 1986 auf der Bastion Agios Ilias eingeweihte Freilufttheater.